# Honda CB900F

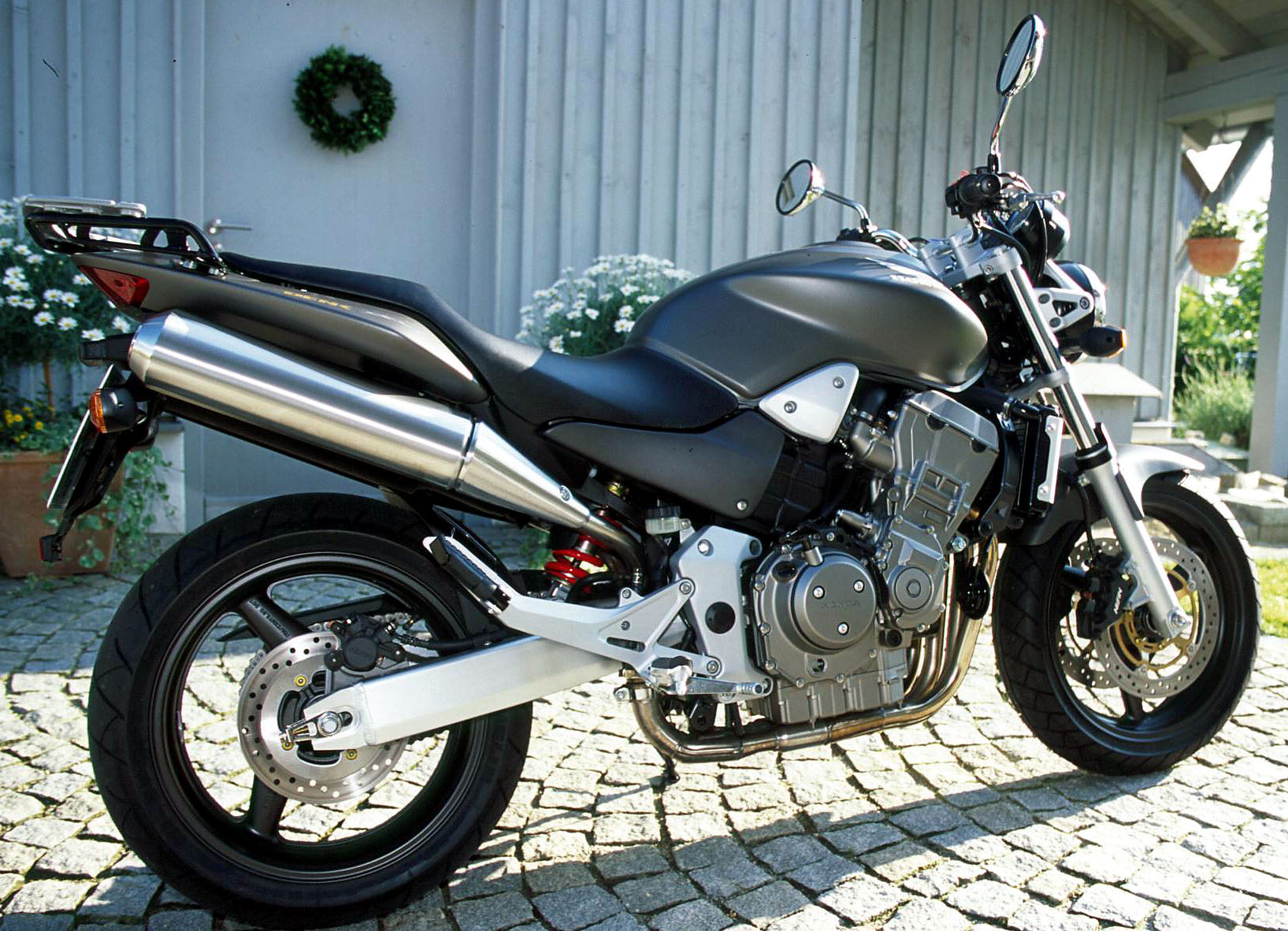
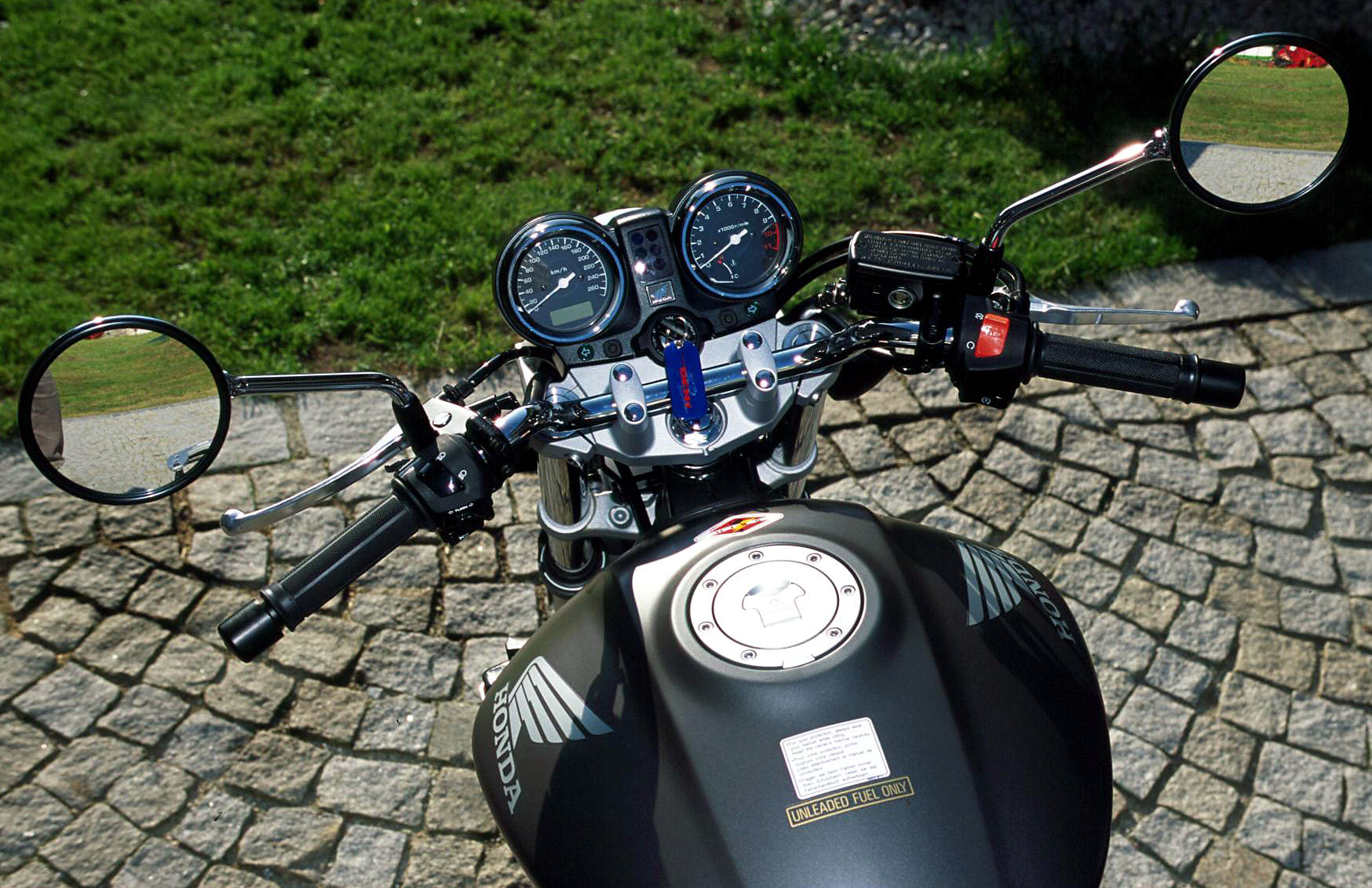
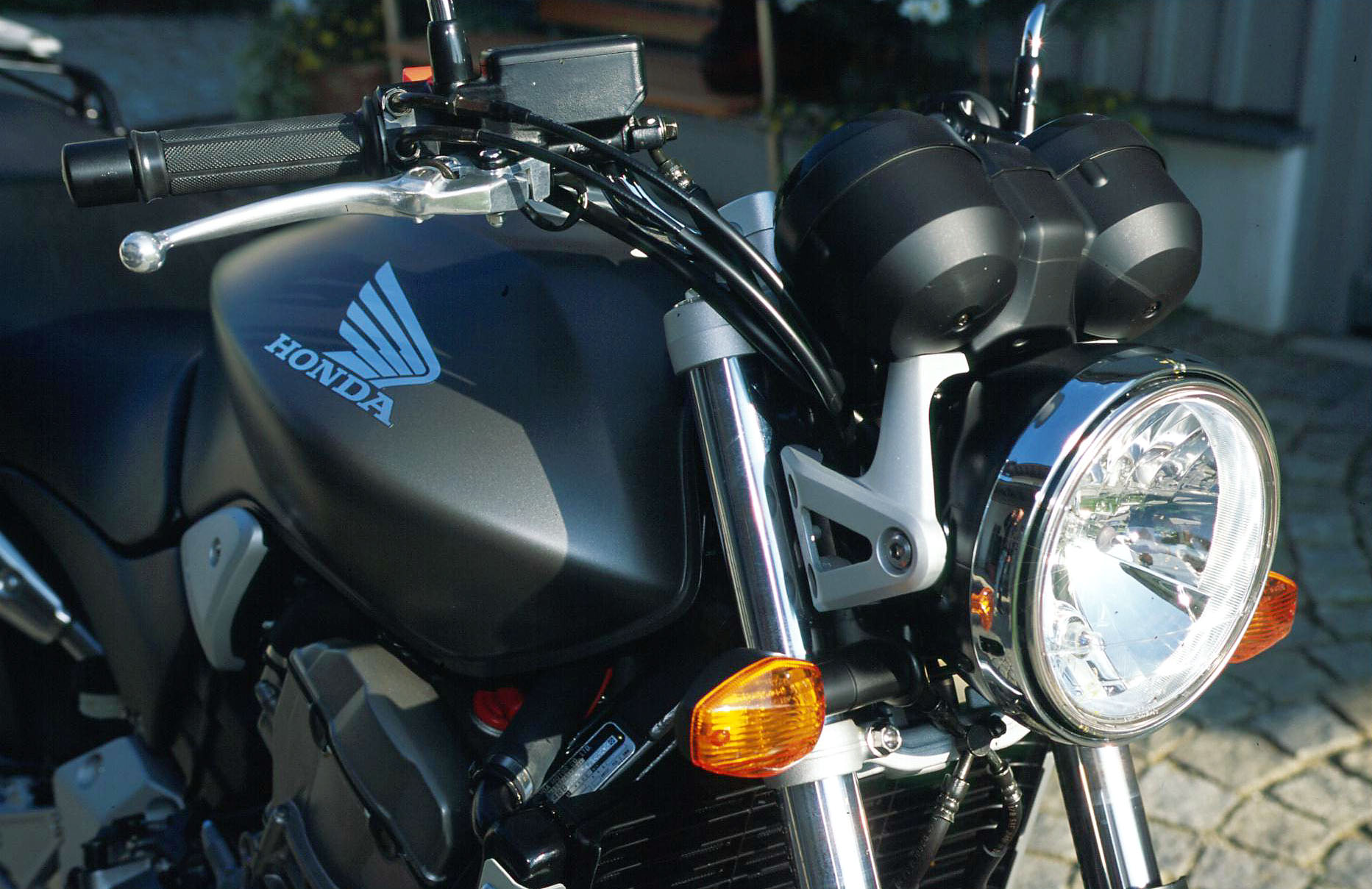

A 2000 és 2006 között gyártott Honda CB900F motorkerékpár, amit Európában és így Magyarországon is Honda Hornet 900 néven forgalmaztak, illetve az Egyesült Államokban Honda 919 néven ismert, egy vízhűtéses, soros négyhengeres 919 köbcentiméteres erőforrással rendelkező gép, ami 100 LE felett teljesít és 194 kg-ot nyom szárazon. Hatfokozatú váltóval szerelik. Elöl kettő, hátul egy tárcsafék található rajta. A négyhengeres erőforrás egyébként a Honda CBR900RR-nél használt motoron alapul.

## Külső hivatkozások
- https://web.archive.org/web/20070217140904/http://powersports.honda.com/motorcycles/sport/
- Honda 919 & Honda Hornet Information Website
- Honda919Rider
- http://www.919.org Archiválva 2007. április 3-i dátummal a Wayback Machine-ben
- http://www.919hornet.hu Archiválva 2009. május 13-i dátummal a Wayback Machine-ben
- https://web.archive.org/web/20180807023244/http://hondahornet.hu/